# 蒙特拉約克山 (安塔班巴區)
14°35′01″S 72°40′41″W / 14.58361°S 72.67806°W
蒙特拉約克山（Muntirayuq），是秘魯的山峰，位於該國南部阿普里馬克大區，由安塔班巴省的安塔班巴區負責管轄，屬於萬索山脈的一部分，海拔高度5,000米。